# Comuna Katerînivka, Lebedîn
Katerînivka (în ucraineană Катеринівка) este o comună în raionul Lebedîn, regiunea Sumî, Ucraina, formată din satele Hrun, Jovtneve, Katerînivka (reședința), Oleksiivka, Velîki Lukî și Verhnie.

## Demografie
Componența lingvistică a comunei Katerînivka
     Ucraineană (96,88%)
     Rusă (2,74%)
     Alte limbi (0,37%)
Conform recensământului din 2001, majoritatea populației comunei Katerînivka era vorbitoare de ucraineană (96,88%), existând în minoritate și vorbitori de rusă (2,74%).